# Nordic Futsal Cup
Nordic Futsal Cup är en nordisk futsalturnering för landslag. Första turneringen spelades 2013 i Nykøbing Falster, Danmark där fyra landslag deltog; Danmark, Finland, Norge och Sverige, samma fyra länder deltog året därefter. 2015 hölls ingen tävling, till turneringen 2016 (som hölls i Sverige) tillkom ett landslag, nämligen Grönland.

## Turneringar
| År   | Värdnation | Vinnare | Tvåa     | Trea    | Fyra     |
| ---- | ---------- | ------- | -------- | ------- | -------- |
| 2013 | Danmark    | Sverige | Norge    | Finland | Danmark  |
| 2014 | Finland    | Finland | Norge    | Sverige | Danmark  |
| 2016 | Sverige    | Finland | Sverige  | Danmark | Norge    |
| 2017 | Norge      | Finland | Danmark  | Norge   | Sverige  |
| 2018 | Danmark    | Finland | Sverige  | Danmark | Norge    |
| 2019 | Finland    | Finland | Norge    | Sverige | Grönland |
| 2021 | Sverige    | Norge   | Sverige  | Danmark | Grönland |
| 2022 | Norge      | Sverige | Norge    | Danmark | Tyskland |
| 2023 | Danmark    | Danmark | Lettland | Norge   | Litauen  |
| 2024 |            |         |          |         |          |

## Deltagande nationer
| Mästerskap · Nationer | 2013 ·      | 2014 ·      | 2016 ·      | 2017 ·      | 2018 ·      | 2019 ·      | 2021 ·      | 2022 ·      | 2023 ·      | 2024 |  |
| --------------------- | ----------- | ----------- | ----------- | ----------- | ----------- | ----------- | ----------- | ----------- | ----------- | ---- |  |
| Mästerskap · Nationer | Danmark     | 4           | 4           | 3           | 2           | 3           | 5           | 3           | 3           | 1    |  |
| Estland               | Deltog inte | Deltog inte | Deltog inte | Deltog inte | Deltog inte | Deltog inte | Deltog inte | Deltog inte | 5           |      |  |
| Finland               | 3           | 1           | 1           | 1           | 1           | 1           | UG          | Deltog inte | Deltog inte |      |  |
| Färöarna              | Deltog inte | Deltog inte | Deltog inte | Deltog inte | Deltog inte | Deltog inte | Deltog inte | Deltog inte | Deltog inte |      |  |
| Grönland              | Deltog inte | Deltog inte | 5           | 5           | 5           | 4           | 4           | DI          | 6           |      |  |
| Island                | Deltog inte | Deltog inte | Deltog inte | Deltog inte | Deltog inte | Deltog inte | Deltog inte | Deltog inte | Deltog inte |      |  |
| Lettland              | Deltog inte | Deltog inte | Deltog inte | Deltog inte | Deltog inte | Deltog inte | Deltog inte | Deltog inte | 2           |      |  |
| Litauen               | Deltog inte | Deltog inte | Deltog inte | Deltog inte | Deltog inte | Deltog inte | Deltog inte | Deltog inte | 4           |      |  |
| Norge                 | 2           | 2           | 4           | 3           | 4           | 2           | 1           | 2           | 3           |      |  |
| Sverige               | 1           | 3           | 2           | 4           | 2           | 3           | 2           | 1           | DI          |      |  |
| Tyskland              | Deltog inte | Deltog inte | Deltog inte | Deltog inte | Deltog inte | Deltog inte | Deltog inte | 4           | DI          |      |  |

## Maratontabellen
| Pos | DM | Lag      | SM | V  | O | F  | GM  | IM | MS  | P  |
| --- | -- | -------- | -- | -- | - | -- | --- | -- | --- | -- |
| 1   | 6  | Finland  | 22 | 19 | 1 | 2  | 92  | 32 | +60 | 58 |
| 2   | 8  | Sverige  | 29 | 14 | 4 | 11 | 100 | 82 | +18 | 46 |
| 3   | 8  | Norge    | 29 | 12 | 4 | 13 | 71  | 75 | −4  | 40 |
| 4   | 8  | Danmark  | 29 | 9  | 5 | 15 | 84  | 97 | −13 | 32 |
| 5   | 5  | Grönland | 19 | 2  | 3 | 14 | 41  | 99 | −58 | 9  |
| 6   | 1  | Tyskland | 4  | 1  | 1 | 2  | 11  | 14 | −3  | 4  |

## Anmärkningslista
1. ↑  Baltic–Nordic Futsal Cup.
2. ↑  Finland drog sig ur före turneringen startat.[2]